# Peter von Lehmann

Generalleutnant Peter von Lehmann um 1872

Peter Friedrich Ludwig Lehmann, seit 1871 von Lehmann (* 23. November 1814 in Eystrup; † 16. November 1904 in Wiesbaden) war ein preußischer Generalleutnant und Numismatiker.

## Leben

### Herkunft
Er war der Sohn des Oldenburger Rittmeisters Friedrich Lehmann († 1857) und dessen Ehefrau Charlotte, geborene Holscher († 1857). Bei ihm als siebtem Sohn der Familie übernahm Großherzog Peter I. von Oldenburg die Patenschaft.

### Militärkarriere
Von 1823 bis 1830 besuchte Lehmann das Gymnasium in Oldenburg und trat am 1. April 1830 als Freiwilliger in das dortige Infanterieregiment ein, in dem bereits seine älteren Brüder Louis und Ernst (beide später zeitweise Stadtkommandant von Oldenburg) dienten.
Nach Beförderung zum Oberleutnant wurde er 1843 in die oldenburgische Exklave Birkenfeld versetzt, dort wurde er 1849 als Hauptmann Kommandeur des dortigen (leichten) Infanterie-Bataillons. Dort wurde er Mitglied der Birkenfelder Freimaurerloge Zur Pflichttreue. 1861 wurde er als Major zum Chef des Stabes der Oldenburgisch-Hanseatischen Brigade versetzt. 1864 wurde Lehmann Oberstleutnant und Kommandeur des 1. Bataillons des Oldenburgischen Infanterie-Regiments, 1865 Oberst und Regimentskommandeur.
1866 nahm er im Rahmen der Brigade „Weltzien“ während des Deutschen Krieges am Mainfeldzug teil und kämpfte bei Hochhausen, Werbach, Gerchsheim sowie bei der Beschießung von Würzburg. Seine Leistungen wurden am 20. September 1866 durch die Verleihung des Roten Adlerordens III. Klasse mit Schwertern sowie des Ritterkreuzes des Oldenburgischen Haus- und Verdienstordens gewürdigt. 1867 wurde das Oldenburger Infanterie-Regiment in die Preußische Armee übernommen. Zu Beginn des Krieges gegen Frankreich wurde Lehmann für die Dauer des mobilen Verhältnisses zum Kommandeur der 37. Infanterie-Brigade ernannt. Er führte diesen Großverband bei der Einschließung von Metz und in den Schlachten bei Mars-la-Tour, Gravelotte, Noisseville sowie bei Beaune-la-Rolande. Für seinen Anteil am siegreichen Ausgang der Schlacht bei Le Mans wurde ihm am 28. Februar 1871 der Orden Pour le Mérite verliehen. Bereits vorher hatte er beide Klassen des Eisernen Kreuzes erhalten und war am 18. Januar 1871 zum Generalmajor befördert worden.
Nach dem Vorfrieden von Versailles folgte am 18. März 1871 seine Ernennung zum Kommandeur der 60. Infanterie-Brigade in Saarburg. Am 16. Juni 1871 wurde Lehmann durch Kaiser Wilhelm I. in den erblichen Adelstand erhoben. Anfang 1876 erfolgte die Ernennung zum Kommandanten von Mainz sowie am 22. März 1876 seine Beförderung zum Generalleutnant. Als solcher wurde Lehmann am 9. Juli 1877 unter Verleihung des Sterns zum Roten Adlerorden II. Klasse mit Eichenlaub und Schwertern am Ringe mit Pension zur Disposition gestellt. Er nahm seinen Wohnsitz in Wiesbaden. Am 25. Jahrestag der Schlacht von Mars-la-Tour verlieh ihm Wilhelm II. den Kronenorden I. Klasse. Außerdem erhielt Lehmann am 16. März 1902 noch das Ehrengroßkreuz mit Schwertern am Ring in Brillanten des Oldenburgischen Haus- und Verdienstordens.

### Ruhestand
Bereits während seiner aktiven Dienstzeit hatte er begonnen, Münzen zu sammeln. Im Ruhestand widmete er sich nun ganz der Numismatik und verfasste unter anderem die Monographie über die Münzprägung der Maria von Jever. Sein Fachbereich lag vor allem im Nordwestdeutschen Raum.
Lehmann verstarb unverheiratet und kinderlos. Ein Teil seiner Sammlung ist heute im Schlossmuseum von Jever ausgestellt.